# Angela ornata
Angela ornata är en bönsyrseart som beskrevs av De Haan 1842. Angela ornata ingår i släktet Angela och familjen Mantidae. Inga underarter finns listade i Catalogue of Life.